# Посёлок шахты № 5
Посёлок Ша́хты № 5 — посёлок в Полысаевском городском округе Кемеровской области (Россия). Население 82 человек (2010).

## География
Посёлок расположен в 5 км от железнодорожной станции Проектная.

## История
В соответствии с Законом Кемеровской области № 104-ОЗ от 17 декабря 2004 года посёлок шахты № 5 вошёл в состав  Полысаевского городского округа.

## Население
| 2010 |
| ---- |
| 82   |

Национальный состав
Согласно результатам переписи 2002 года, в национальной структуре населения русские составляли 97 % от 95 жителей.

## Инфраструктура
Добыча угля

## Транспорт
Рядом проходит автодорога 32К-2